# Борис Владимирович
Бори́с Влади́мирович (986 – 24 юли 1015), при покръстването си получил името Роман, е княз на Ростов (ок. 1010 – 1015), син на княза на Киев Владимир I, както свидетелства Началната руска летопис, „от българка“ (от болгарыни) – вероятно българска принцеса.
Двамата с брат му Глеб са канонизирани от Руската православна църква като мъченици свети Борис и Глеб. Ден на паметта му е 2 май по стар стил / 15 май по нов (пренасяне мощите на светите братя) и 24 юли по стар стил / 6 август по нов.
В „Сказанието за Борис и Глеб“, написано най-късно през 1072 г., Борис е описан по следния начин: „Бил красив, висок, с кръгло лице, широки рамене, тънък в кръста, с добри очи, весел, на възраст още млад.“

## Убийство на княза
През 1015 г., на около 25-годишна възраст, Борис е убит злодейски по нареждане на своя полубрат Святополк I, който вижда в негово лице съперник за княжеския трон. През същата 1015 г. се разболява тежко баща им княз Владимир I и синът му Борис, готвен от него за наследник, е повикан в Киев. Същевременно става ясно, че в страната нахлуват печенеги и бащата изпраща Борис с войска насреща им. Борис никъде не среща печенеги и на връщане към столицата се установява на стан до река Алта. Там получава известие, че баща му е починал, а Киев е овладян от по-големия му полубрат Святополк. Отрядът, който е под негово командване, му предлага да тръгне незабавно към столицата и да си върне престола, но Борис не иска да пролива братска кръв и възмутено отхвърля това предложение. Тогава отрядът, съставен от бойци на баща му, го напуска и Борис остава само с малочислената си свита.
Святополк изпраща отряд свои хора да премахнат Борис и те пристигат при шатрата му през нощта на 24 юли по юлианския календар (6 август по нов стил). Чуват от шатрата вечерната молитва на Борис и решават да изчакат той да си легне. След това нахлуват вътре и го пронизват с копията си, както и слугата му маджарина Георги, който се опитва да го защити с тялото си. Още дишащият Борис е завит в покривало и понесен към Киев, но Святополк, получавайки известие, че той е още жив, изпраща двама варяги да го довършат, което и те правят, пронизвайки го с меч в сърцето. След това закопават тялото му край църквата във Вишгород (днес в Украйна). През 1019 г. по заповед на Ярослав I то е препогребано заедно с тялото на убития му брат Глеб в княжеската гробница в новопостроената църква „Св. Василий“.

## Хипотези за майка му
Оскъдните сведения в източниците за личността на майката на Борис и Глеб водят до утвърждаването на няколко хипотези. Според едната, която се опира на Владимировото житие, майка им идва от Дунавска България, придружена от своя духовен наставник свещеника Михаил, чието име съвпада с името на първия Киевски и Всерусийски митрополит, тоест възможно е да са едно и също лице. Житието на Владимир разказва, че тази българка с благороднически произход има важно значение за разпространението на православието в Киевска Рус.
Тя ражда на Владимир двама сина, които стават негови любимци – Борис и Глеб, които при кръщението са наречени Роман и Давид. Тези имена са характерни за българската аристокрация в Преслав и Охрид – по същото време България е управлявана от цар Роман, а Давид е от династията на Комитопулите и брат на цар Самуил.
Името Борис рязко се отличава от приетите дотогава имена в княжеския киевски род – Олег, Ярослав, Игор, Святополк и пр. Дотогава името Борис е неизвестно в Русия и става популярно едва от ХI век нататък. Името е с прабългарски произход и етимология. Освен че е типично българско, то е свързано също и с българския цар Борис I, останал в историята като Покръстител.
Според друга хипотеза майката на Борис и Глеб произхожда от Волжка България и нейното име е Милолике, а след покръстването ѝ приема името Анна. Династичният брак е сключен като гаранция за мир между Киевска Рус и Волжка България.

## Църкви и манастири в памет на Борис и Глеб
Борис и брат му Глеб са много почитани светци в руските земи. На тях са посветени немалък брой църкви и манастири:
- Св. св.Борис и Глеб в Борисоглеб – манастир построен през XII—XIV в. в Русия;
- Св. св.Борис и Глеб в Навагрудак – църква издигната в 1517 – 1519 г. в Беларус;
- Св. св.Борис и Глеб в Смоленск – църква от XII в. в Русия;
- Св. св.Борис и Глеб в Полоцк – манастир от XII в. в Беларус.